# Clemens Zöch
Clemens Zöch (* 3. September 2002) ist ein österreichischer Fußballspieler.

## Karriere
Zöch begann seine Karriere beim AFC Haugsdorf. Zur Saison 2014/15 wechselte er in die Jugend des SV Horn. Im Oktober 2018 debütierte er für die Amateure der Horner in der sechstklassigen Gebietsliga. In der Saison 2018/19 kam er zu 15 Einsätzen in der sechsthöchsten Spielklasse, aus der er mit Horn II zu Saisonende jedoch absteigen musste.
Zur Saison 2019/20 rückte er in den Profikader der Niederösterreicher. Im Juli 2020 debütierte er in der 2. Liga, als er am 27. Spieltag jener Saison gegen den SK Austria Klagenfurt in der 77. Minute für Philipp Siegl eingewechselt wurde.
Zur Saison 2020/21 wechselte er zum viertklassigen Kremser SC.